# Peridroma ortonii
Peridroma ortonii är en fjärilsart som beskrevs av Alpheus Spring Packard 1869. Peridroma ortonii ingår i släktet Peridroma och familjen nattflyn. Inga underarter finns listade i Catalogue of Life.